# 24245 Езратті
24245 Езратті (24245 Ezratty) — астероїд головного поясу, відкритий 7 грудня 1999 року.
Тіссеранів параметр щодо Юпітера — 3,576.